# 雷諾茲 (印第安納州)
雷諾茲（英語：Reynolds）是一個位於美國印地安納州懷特縣的城鎮。

## 人口
根據2010年美國人口普查的數據，雷諾茲的面積為1.43平方千米，當中陸地面積為1.43平方千米，而水域面積為0.00平方千米。當地共有人口533人，而人口密度為每平方千米373人。